# Panda-vermelho
O panda-vermelho ou panda-ruivo, também conhecido como raposa-de-fogo ou gato-de-fogo (nome científico: Ailurus fulgens; do grego ailurus, gato; e do latim fulgens, brilhante), é um pequeno mamífero arborícola e a única espécie do gênero Ailurus. Pertence à família Ailuridae, mas já foi classificado nas famílias Procyonidae (guaxinins) e Ursidae (ursos).
O panda-vermelho é nativo das regiões montanhosas do Himalaia e do sul da China, e está associado às florestas temperadas de altitude e a bambuzais. Possui uma coloração castanho-avermelhada característica, cauda comprida e felpuda e um andar gingado devido ao encurtamento dos membros dianteiros. É um animal solitário, territorialista e de hábito crepuscular e noturno. A sua alimentação é principalmente composta por bambu; entretanto, por ser omnívoro, pode ingerir ovos, pássaros, insetos e pequenos mamíferos.
Está em perigo de extinção, devido a destruição do habitat pela expansão humana, da agricultura, da pecuária e da escassez de recursos naturais. A caça ilegal também é outro importante fator que contribui para a diminuição da população de pandas. É um animal comum em zoológicos, principalmente da América do Norte e Europa, reproduzindo-se bem em cativeiro.

## Nomes comuns

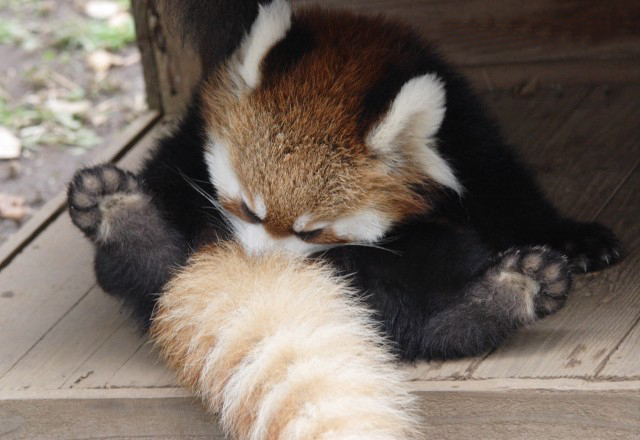
Panda-vermelho em posição de higienização

O termo panda foi aplicado por Thomas Hardwicke, quando o introduziu aos europeus em 1821. A origem do termo panda é desconhecida. Um dos poucos candidatos conhecidos para raiz da palavra panda é "pónya", possivelmente derivada de um termo da língua nepalesa para a protuberância arredondada da pata — talvez uma observação atenta de como este animal come bambu com um osso do pulso (sesamoide radial) adaptado para a função de polegar opositor e sexto dedo; outros autores acreditam que panda vem de "wah", termo nepalês para panda-vermelho, e originário do som semelhante a uma criança, que esta espécie às vezes produz.
Na China é chamado de Pequeno Urso Gato, pois pensava-se ser aparentado a um urso pequeno e por realizar seu asseio como um gato. Em chinês: 小熊貓, "pequeno urso-gato", de 小, pinyin xiǎo, "pequeno", 熊, xióng, "urso"; e 猫, māo, "gato".[carece de fontes?]
Outros nomes utilizados em diversas línguas são: Lesser Panda, Red Panda, Cloud Bear, Bright Panda, Common Panda, Fire Cat, Fire Fox, Red Fox, Fox Bear, Himalayan Raccoon, Red Cat-bear, Small Panda (inglês); Panda Éclatant, Petit Panda (francês); Panda Chico, Panda Rojo (espanhol); Kleiner Panda, Katzenbär (alemão); Nigalya Ponya, Poonya, Wah, Ye, Sankam,  Thokya, Vetri (nepalês); Wokdonka (butanês); Hun-Ho, Pinyin (chinês); Wob, Thomtra marchung (tibetano).

## Classificação
Frédéric Cuvier (1825) descreveu inicialmente o panda-vermelho como um parente próximo dos guaxinins (Procyonidae), embora ele tenha dado o nome Ailurus baseado em suas semelhanças superficiais com os gatos domésticos. A classificação do panda-vermelho tem sido controversa desde sua descoberta, e já foi posicionado entre os Ursidae, Procyonidae, Ailuropodidae, ou então numa família própria, a Ailuridae. Essa incerteza surgiu da dificuldade em determinar se certas características do gênero Ailurus são filogeneticamente conservativas ou são derivadas e convergentes com espécies de hábitos ecológicos similares.
Diversas hipóteses filogenéticas, baseadas em análises moleculares e morfológicas, têm surgido ao longo dos anos, posicionando o panda-vermelho: (1) mais próximo a Procyonidae que a Ursidae; (2) mais relacionado a Ursidae do que com a Procyonidae; (3) intermédio entre a Ursidae e a Procyonidae; (4) aparentado ao panda-gigante mas de posicionamento incerto; (5) mais relacionado a Musteloidea; ou (6) representa uma linhagem monotípica dentro da Arctoidea, porém de posicionamento não resolvido.
Evidências baseadas no registro fóssil, sorologia, cariotipagem, comportamento, anatomia e reprodução refletem maior afinidade com a Procyonidae do que com a Ursidae. Entretanto, especializações ecológicas e alimentares e a distinta distribuição geográfica em relação aos modernos procionídeos apoiam a separação em uma família própria.
Recentemente, Flynn e colaboradores, através de análises moleculares confirmaram o posicionamento do gênero Ailurus numa família distinta aos procionídeos e aos ursídeos, e determinaram a inclusão dessa família entre a superfamília Musteloidea (Ailuridae + Procyonidae + Mephitidae + Mustelidae).

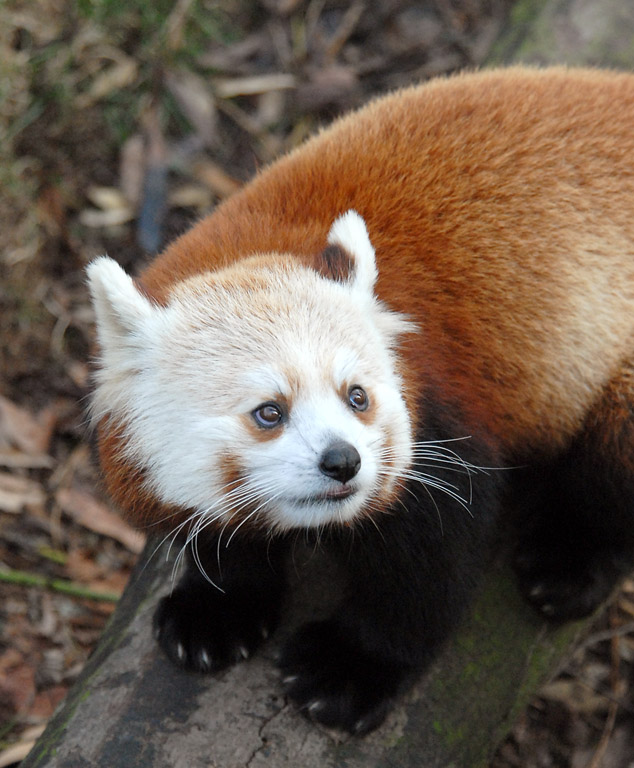
Panda-vermelho em cima de uma árvore

| “ | Ele não é um urso, nem aparentado ao panda-gigante, não é um guaxinim, e nem uma linhagem de afinidades incertas. Em vez disso, ele é uma linhagem basal da Musteloidea, com uma longa história de independência de seus parentes próximos (Mephitidae, Procyonidae e Mustelidae). Esta longa separação dos outros musteloideos pode provar o reconhecimento da linhagem do panda-vermelho como uma entidade taxonômica de alto nível distinta (i.e Ailuridae), embora a elevação do táxon Ailuridae não pode ser, por si só, instrutiva da sua precisa posição filogenética aos outros musteloideos e arctoideos. | ” |

### Subespécies ou Espécies
Tradicionalmente, o panda-vermelho é classificado como uma única espécie com duas subespécies: o panda-vermelho-himalaio (Ailurus fulgens fulgens F. Cuvier, 1825), encontrado nas regiões himalaias do Nepal, Assam, Sikkim e Butão, e o panda-vermelho-chinês (Ailurus fulgens styani Thomas, 1902), encontrado no sul da China e no norte de Mianmar. A subespécie himalaia tem uma pelagem mais clara especialmente na face, enquanto a subespécie chinesa têm a pelagem facial mais avermelhada e maior contraste nos anéis da cauda, além de diferenças na morfologia craniana. Entretanto, estudos moleculares recentes sugerem que as duas subespécies deveriam ser tratadas como duas espécies, A. fulgens e A. styani, ainda que a delimitação e a distribuição geográfica das duas espécies permaneçam sendo debatidas, com o rio Siang sendo sugerido como potencial divisor entre as duas espécies e o tempo de divergência entre elas sendo estimado entre 220 mil a 300 mil anos, em resposta a flutuações climáticas do Pleistoceno. O reconhecimento da eventual existência de duas espécies implica na necessidade de reavaliar o status e os esforços de conservação, uma vez que o panda-vermelho é considerado ameaçado de extinção e vem sofrendo redução de seu hábitat.

### História evolutiva
Não são conhecidos fósseis congêneres do Ailurus fulgens. Entretanto, diversos fósseis de espécies relacionadas ao panda-vermelho tem sido descobertos na América do Norte, Europa e Ásia. Existem cerca de oito gêneros na família Ailuridae, entretanto, apenas o Ailurus é atual. Recentemente um fóssil, nomeado de Pristinailurus bristoli, descoberto do Mioceno da América do Norte, foi considerado o mais antigo e primitivo membro da família. Outros registros fósseis foram feitos no leste da China e no oeste da Grã-Bretanha.

## Distribuição geográfica e habitat

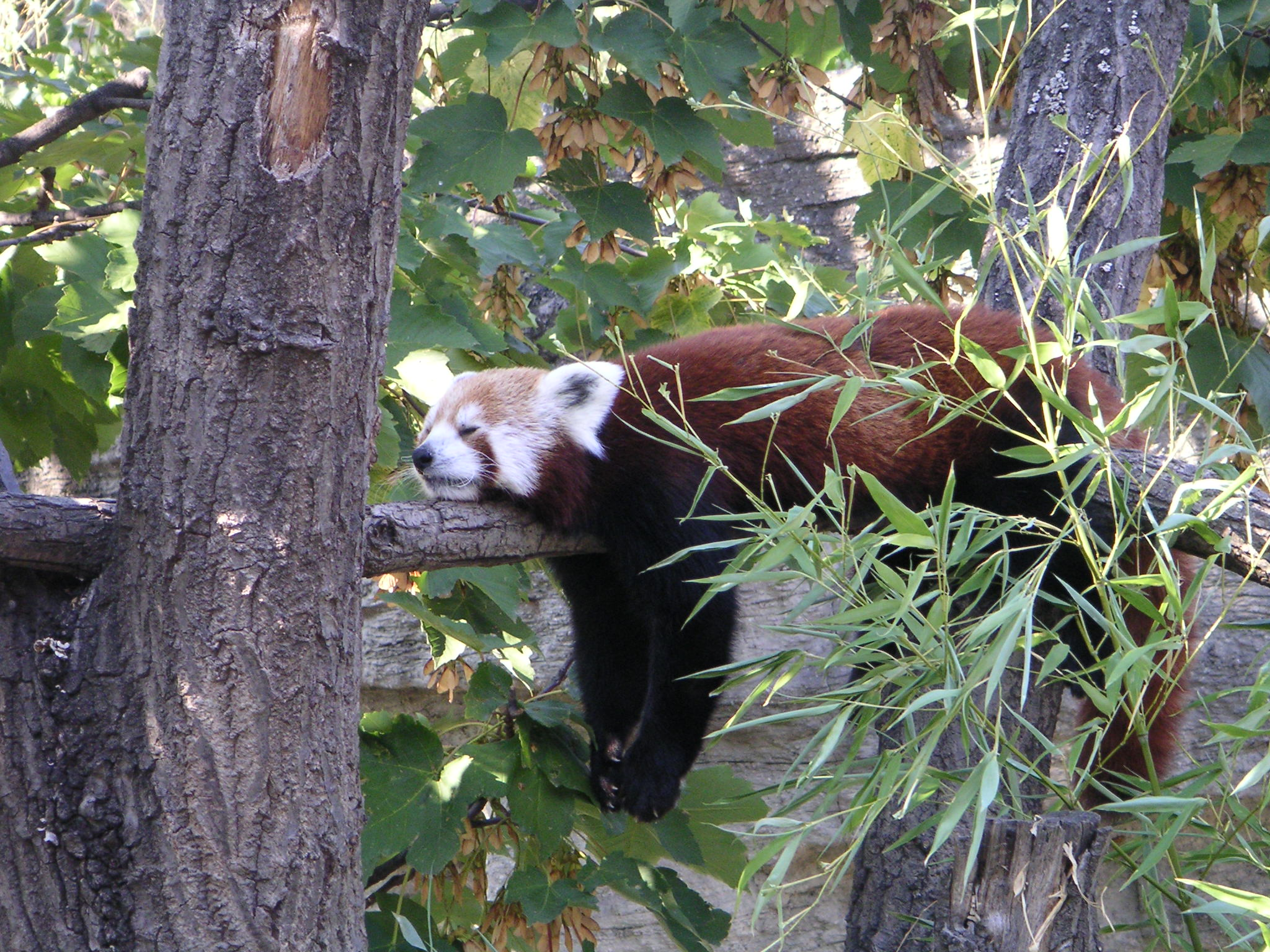
Panda dormindo em uma árvore

Os pandas-vermelhos são encontrados principalmente em florestas temperadas, entre 2 200 e 4 800 metros de altitude, nos Himalaias, principalmente na região dos contrafortes ocidentais no oeste do Nepal, sul do Tibete, Sikkim, Assam e Butão, e em montanhas do norte de Mianmar e do sul da China, nas províncias de Sichuan (Montanhas Hengduan) e Yunnan (Montanhas Gongshan). A existência de pandas-vermelhos no sudoeste do Tibete e no norte de Arunachal Pradesh é muito provável, mas ainda não foi documentada. Ele foi extinto nas províncias chinesas de Guizhou, Gansu, Shaanxi e Qinghai.
Sua presença nas montanhas do sul da China constitui um refúgio durante a última glaciação do Pleistoceno. Na China, o panda-vermelho e o panda-gigante são simpátricos nas montanhas de Qionglai, Minshan, Xiangling, e Liangshan na província de Sichuan.
A distribuição dos pandas é disjunta, tendo a garganta do Rio Bramaputra, que faz uma curva em torno da extremidade oriental do Himalaia, como uma divisão natural entre as duas subespécies, embora alguns autores sugiram que a variedade A. f. fulgens se estenda mais para o oriente, em Yunnan, na China.[carece de fontes?]
Pandas-vermelhos habitam regiões de temperatura moderada (10-25 °C) com poucas mudanças anuais e preferem áreas montanhosas arborizadas, principalmente compostas por florestas coníferas e caducifólias, especialmente com árvores antigas de rododendro e, obviamente, com bambuzais.

## Características físicas
| Ficha técnica      |                           |
| Comprimento        | 510–635 mm                |
| Cauda              | 280–485 mm                |
| Peso               | 3–6 kg                    |
| Tamanho de ninhada | 1-4                       |
| Gestação           | 114-145 dias              |
| Desmame            | 125-135 dias              |
| Maturidade sexual  | 18 meses (ambos os sexos) |
| Longevidade        | 17 anos (em cativeiro)    |

Os pandas-vermelhos apresentam um comprimento moderado, com uma cauda relativamente longa e felpuda, marcada com cerca de 12 anéis alternando círculos vermelhos e camurças, não sendo preênsil. A cabeça é arredondada, o focinho curto, e as orelhas grandes, eretas e pontiagudas. Apresenta uma grossa pelagem sobre o corpo. Na região ventral a pelagem é macia, lanosa e densa. A face é predominantemente branca com marcações lacrimais castanho-avermelhadas abaixo dos olhos. A pelagem do dorso também é castanho-avermelhada, enquanto que ventralmente é de um negro uniforme. Os membros são negros e as solas dos pés e mãos são cobertas com pelos densos de coloração branca. Não há dimorfismo sexual na coloração e no tamanho de machos e fêmeas. Os membros torácicos são arqueados para dentro, fazendo com que seu andar seja gingado. Os seus pés são plantígrados. Também possui garras semi-retráteis e, como o panda-gigante, tem um "polegar falso" que é na verdade uma extensão do osso do pulso.
O panda-vermelho possui algumas características anatômicas próprias que caracterizam a espécie e, por conseguinte, o gênero Ailurus. O crânio é robusto com fraco desenvolvimento do arco zigomático, da crista sagital e do processo pós-orbital. O osso palatino se estende além do último molar, a fossa mesopterigoide é comprimida anteriormente, e a bula auditiva é pequena e expandida medialmente. O processo pós-glenoide é largo e curvado anteriormente, e o canal alisfenoide está presente. A mandíbula é robusta, mas relativamente curta em relação à altura dos ramos, e a sínfise mandibular é comprimida. O processo coronoide é fortemente enganchado posteriormente e os côndilos mandibulares são grandes. Possui uma dentição robusta em contraste com os procionídeos. A fórmula dentária é {\displaystyle {\tfrac {3.1.1.2}{3.3.3-4.3}}\times 2=36-38}. As fêmeas possuem quatro pares de mamas.[carece de fontes?]

## Comportamento
‎

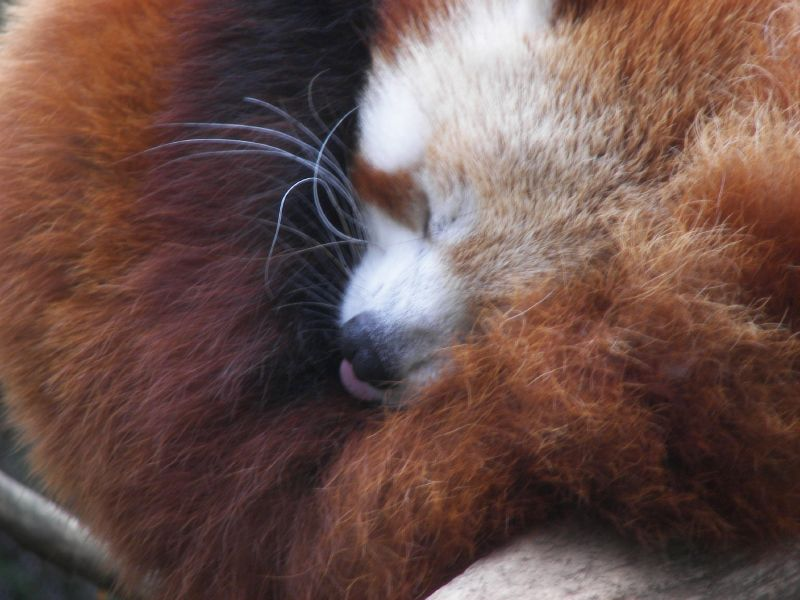
Outra forma que o panda dorme. Encolhido com a cabeça na cauda

Os pandas-vermelhos são animais crepusculares (mais ativos ao amanhecer e ao entardecer) e noturnos, passando o dia dormindo nos ramos das árvores ou em tocas. Eles são sensíveis ao calor e sua temperatura ideal é entre 17°C e 25°C, e não toleram temperaturas acima de 25 °C. Como resultado, os pandas-vermelhos dormem durante as horas mais quentes do dia nas copas sombreadas das árvores, muitas vezes ficando esticados nos galhos bifurcados, ou então em tocas.
Os pandas-vermelhos são animais muito hábeis e acrobáticos, vivendo predominantemente nas árvores. Habitam áreas territoriais demarcadas e são frequentemente solitários, raramente vivendo em casais ou em grupos familiares. Procuram alimento à noite, correndo ao longo do solo ou pelas árvores com velocidade e agilidade e, depois de encontrar comida, usam as suas patas dianteiras para colocar o alimento em suas bocas. Os pandas-vermelhos bebem mergulhando a sua pata na água e lambendo-a. Seus principais predadores são leopardo-das-neves (Uncia uncia) e os humanos.

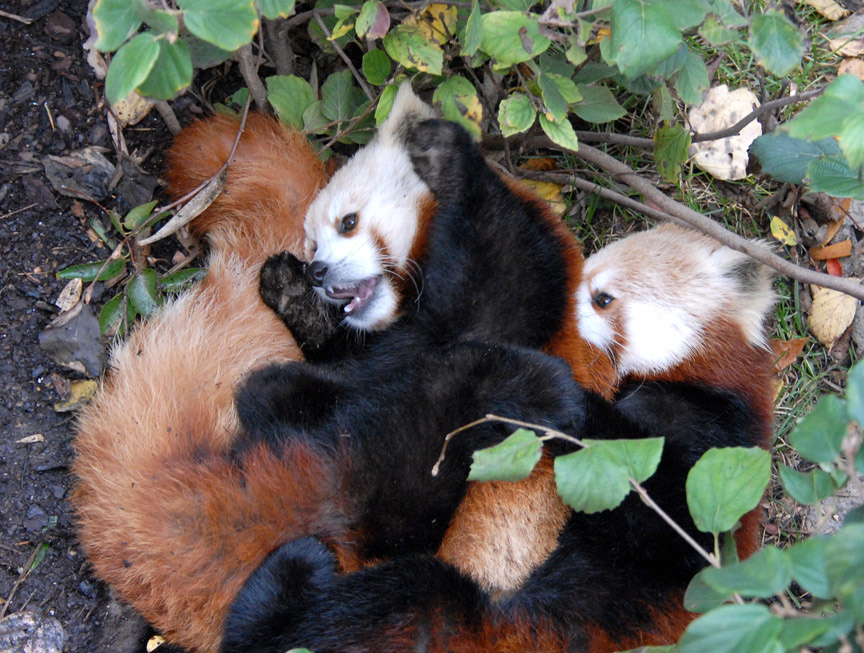
Pandas brincando

Os pandas-vermelhos começam sua atividade diária com um banho ritual de sua pelagem, lambendo as suas patas dianteiras e massageando as suas costas, abdômen e flancos, assim como, esfregam as suas costas e barriga ao longo de árvores ou rochas. Eles então patrulham o seu território, demarcando-o com uma substância secretada com um cheiro forte de sua glândula anal e com a sua urina.[carece de fontes?]
Se um panda-vermelho se sentir ameaçado ou em perigo, embora normalmente silencioso, eles podem produzir uma série de gorjeios curtos. Quando aborrecidos, os pandas-vermelhos podem emitir assobios e uma série de bufos. Eles muitas vezes tentam correr para cima de uma coluna de rocha inacessível ou uma árvore. Se não puderem mais fugir, eles ficam em pé em suas patas traseiras, que os faz parecer mais altos para intimidar o agressor e lhes permitir a possibilidade de usar as garras semi-retráteis e afiadas nas suas patas dianteiras, que podem infligir feridas substanciais. Os pandas-vermelhos são amistosos, mas não indefesos, e atacam quando se sentem ameaçados.[carece de fontes?]

## Hábitos alimentares e dieta

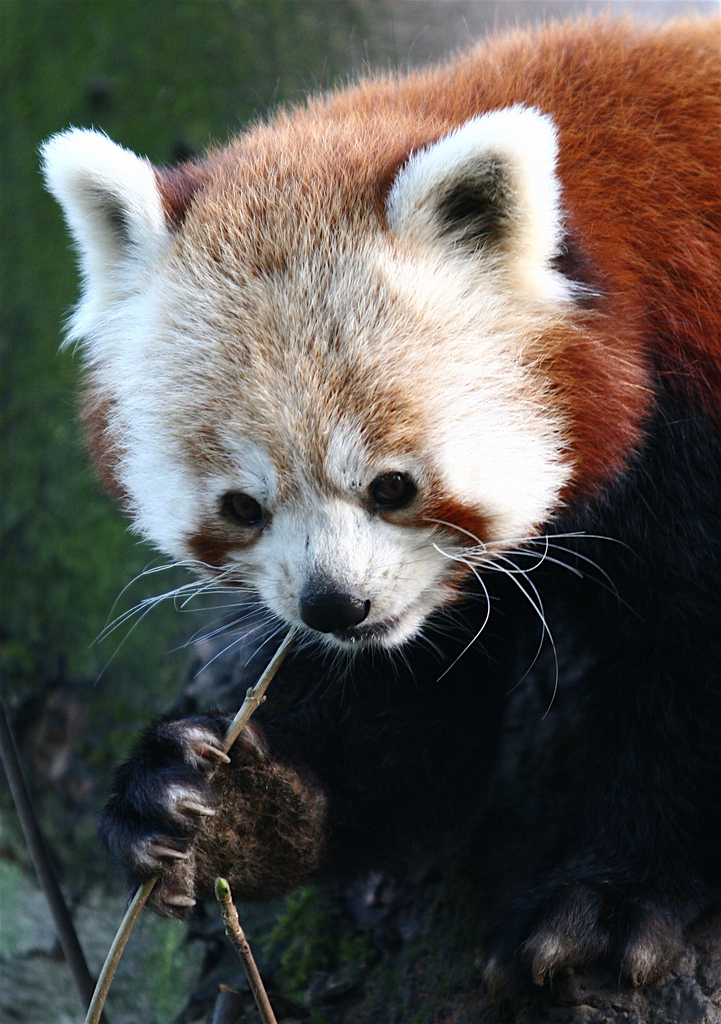
Panda-vermelho alimentando-se

O panda-vermelho, apesar de ter um sistema digestivo mais adequado a uma dieta carnívora, é um animal omnívoro que se alimenta maioritariamente de bambu apesar de não poder digerir a celulose, portanto deve consumir uma grande quantidade de bambu para sobreviver. A sua dieta consiste de aproximadamente dois terços de bambu, e ele a suplementa com bagas, frutos, cogumelos, raizes,bolotas, líquens e gramíneas, além de se alimentarem ocasionalmente com filhotes de pássaros, ovos, pequenos roedores e insetos. Em cativeiro, também se alimentam de carne. Os pandas-vermelhos são excelentes escaladores e forrageiam basicamente em árvores.[carece de fontes?]

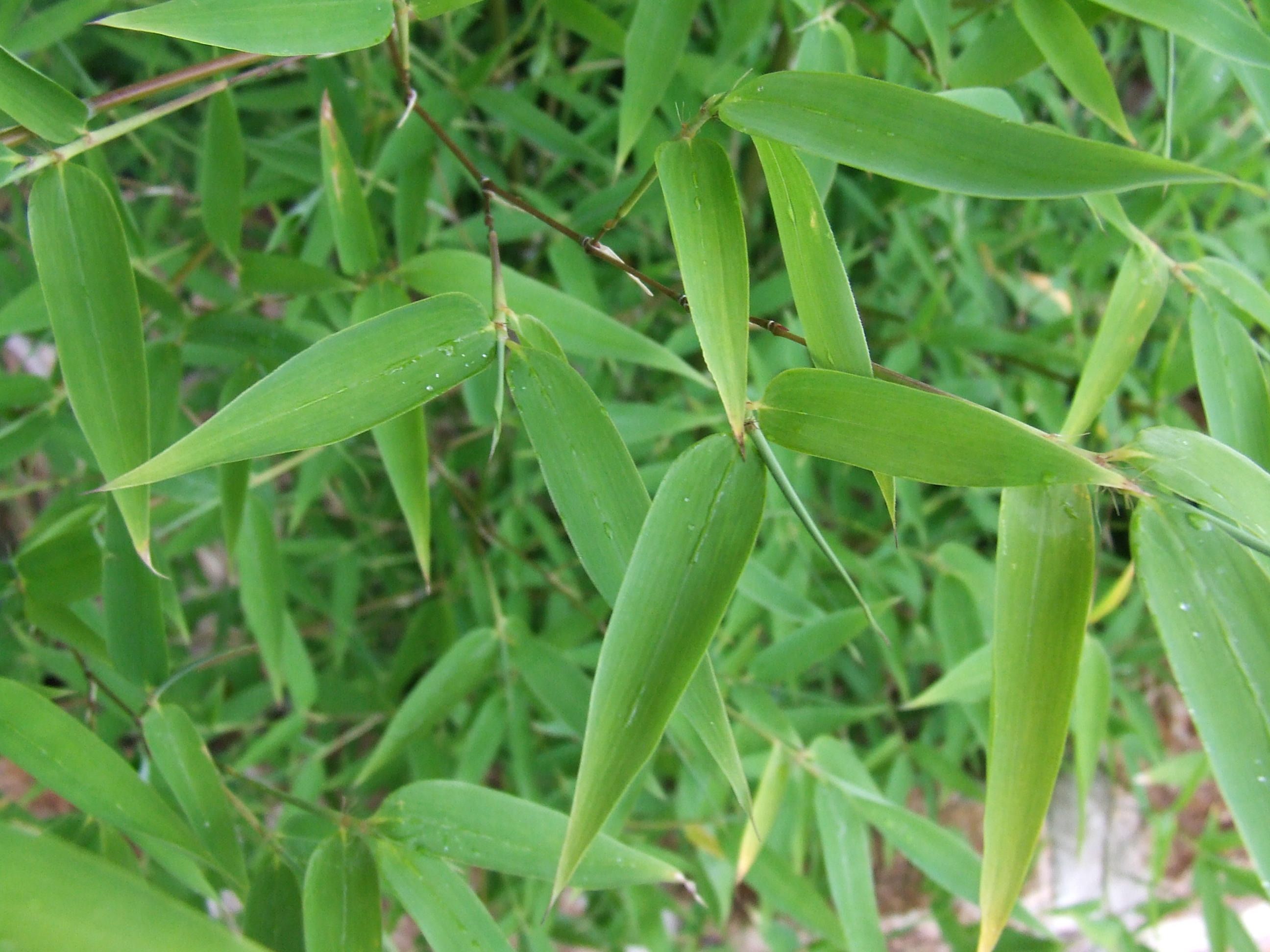
Folhas de bambu

Os brotos de bambu são mais facilmente digeridos do que as folhas e apresentam uma maior digestibilidade no verão e no outono, intermediária na primavera, e baixa no inverno. Essas variações tem relação com os conteúdos nutritivos do bambu. O panda-vermelho não digere completamente o bambu, especialmente a celulose e componentes da parede celular. Isto implica que a digestão microbiana desempenhe somente um pequeno papel em sua estratégia digestiva, semelhante ao panda-gigante. O trânsito do bambu pelo intestino do panda-vermelho é muito rápido (entre duas e quatro horas). Para sobreviver nesta dieta com baixo teor calórico, o panda tem de selecionar partes de alta qualidade, como folhas tenras e brotos. Eles ingerem uma grande quantidade de alimento (mais de 1,5 quilogramas de folhas frescas e 4 quilogramas de brotos frescos diariamente), a fim de maximizar a absorção de nutrientes, já que este passa pelo trato digestivo rapidamente.

## Reprodução

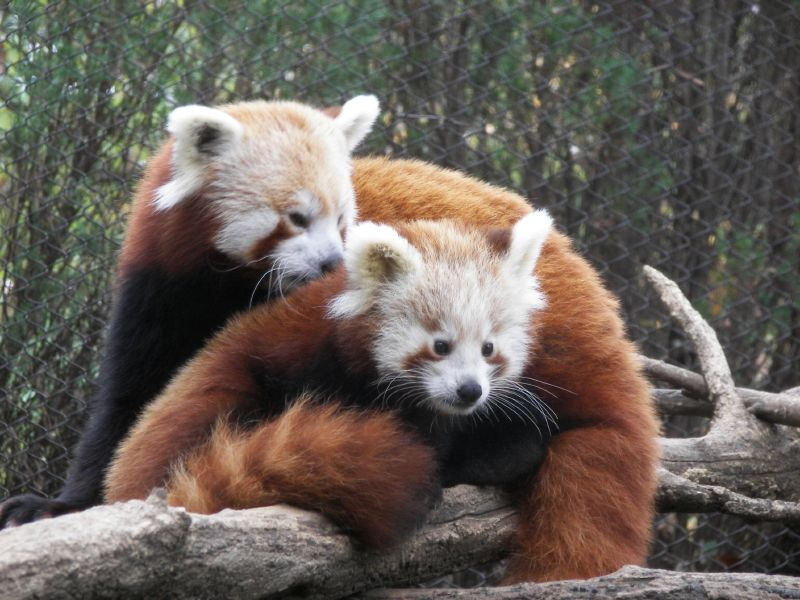
Panda com filhote

Pandas-vermelhos adultos raramente se interagem fora da estação de acasalamento. Ambos os sexos podem se acasalar com mais de um parceiro durante a estação. O acasalamento ocorre entre meados de janeiro até o começo de março (período do inverno), e os filhotes nascem entre junho e o final de julho (primavera e verão). O período de gestação varia de 112 a 158 dias, e a fêmea dá à luz entre um a quatro filhotes, que nascem cegos e pesando 110-130 gramas. Alguns dias antes do nascimento a fêmea começa a reunir material, como capim e folhas para usar na confecção do ninho. O ninho é normalmente localizado em uma árvore oca ou uma fenda de rocha.
Após o parto, a fêmea limpa os filhotes e deste modo estabelece um elo olfativo com cada filhote. Nos primeiros dias, ela permanece cerca de 60% a 90% do seu dia junto aos recém-nascidos. Após uma semana, ela já passa mais tempo fora do ninho, retornando apenas algumas horas por dia para alimentá-los e limpá-los. Os filhotes abrem os olhos com dezoito dias de idade, e com noventa dias já apresentam a coloração típica para a espécie, e ingerem os primeiros alimentos sólidos aos 125-135 dias. A ninhada permanece no ninho durante doze semanas. Depois deixam-no, mas permanecem com sua mãe, sendo desmamados aos 6-8 meses de idade.[carece de fontes?]
Os machos só muito raramente ajudam com a criação da nova geração e somente se eles viverem em pares ou em pequenos grupos. Os pandas-vermelhos começam a ficar sexualmente maduros aos 18 meses de idade. O seu tempo de vida médio é 8-10 anos, mas podem atingir um máximo de 15 anos. Há um registro de um animal cativo na China que atingiu 17 anos e 6 meses de vida.
O panda-vermelho se reproduz bem em cativeiro. O Parque Zoológico Himalaio Padmaja Naidu em Darjeeling tem sido próspero na procriação de conservação de pandas-vermelhos. O Valley Zoo em Edmonton tem tido êxito no programa de reprodução e teve dois pares de pandas-vermelhos nascidos lá, um par em 2007 e outro em 2008.

## Conservação
O panda-vermelho é classificado, pela IUCN como sendo vulnerável, e na CITES, aparece no "Appendix I". A população foi estimada em menos de 2 500 animais adultos em 1999, e entre 16 mil e 20 mil em 2001. As principais ameaças ao panda-vermelho são perda do habitat pela agricultura, pecuária e desmatamento, caça ilegal e mudanças na dinâmica das espécies nativas. A importância relativa destes diferentes fatores varia entre as diferentes regiões em que o panda-vermelho é encontrado e não está muito bem compreendida.

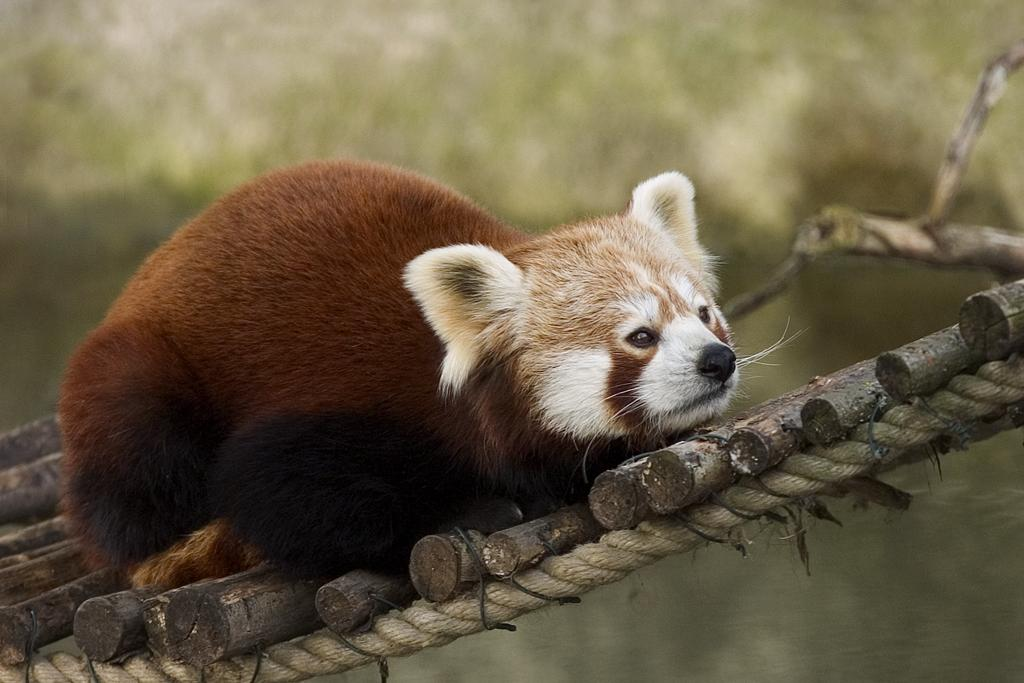
Panda-vermelho no Zoológico de Munique

O panda-vermelho é protegido em todos os países nos quais vive e sua caça é considerada ilegal. No sudoeste da China, o panda-vermelho é caçado pela sua pelagem e especialmente por sua cauda felpuda altamente valiosa, da qual são produzidos chapéus. Nessas áreas, a pele muitas vezes é usada para cerimônias culturais e em casamentos. Os "chapéus" são tidos como amuletos de boa sorte e usados pelos chineses recém-casados. Até recentemente, pandas-vermelhos eram capturados e vendidos a jardins zoológicos. Em um artigo no International Zoo News, Munro (1969) descreve que pessoalmente capturou 350 pandas em dezessete anos. Esse número diminuiu substancialmente nos últimos anos, devido às ações da CITES no combate ao tráfico internacional de animais selvagens. Entretanto, a caça clandestina continua e eles muitas vezes são vendidos a colecionadores particulares a preços exorbitantes. Em alguns lugares do Nepal e da Índia, o panda-vermelho é mantido como animal de estimação.
O desmatamento pode ter uma série de efeitos sobre o panda-vermelho: a perda da floresta para a agricultura pode inibir a dispersão dos indivíduos e resultar na fragmentação da distribuição populacional, assim como reduzir a qualidade do habitat pela remoção de árvores antigas que oferecem abrigo e diminuir a regeneração dos bambuzais. A competição por alimento com animais domésticos não é muito significativa, mas o gado pode destruir os bambuzais pelo pisoteamento.
A situação e a conservação do panda-vermelho varia nos diferentes países que habita:

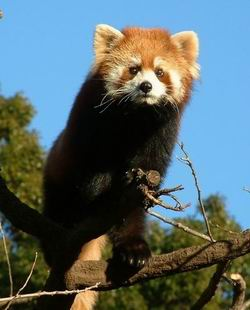
O panda-vermelho é muitas vezes confundido com outros animais

- Nepal — tem uma das mais altas taxas de desmatamento da Ásia. Apresenta várias áreas protegidas (Parque Nacional Langtang, Reserva de Caça Dhorpan, Parque Nacional de Sagarmatha, Parque Nacional Makulu, Área de Conservação do Annapurna, e o Parque Nacional Rara), entretanto, algumas sofrem com a pressão humana;
- Butão — provavelmente um dos mais intocados países da Ásia. Ainda mantém grandes áreas de floresta. Há duas áreas protegidas (Santuário da Vida Selvagem Jigme Dorji e a Floresta Nacional de Thrumung La), porém sem registros de pandas-vermelhos;
- Índia (Sikkim, Arunachal Pradesh e Bengala Ocidental) — apresenta três áreas protegidas com a ocorrência de pandas-vermelhos(Parque Nacional de Khangchendzonga, Parque Nacional de Namdapha e o Parque Nacional de Singalila), além de uma coordenada política consevacionista;
- Mianmar — tem uma alta taxa de desmatamento e não há nenhuma área protegida na região do Himalaia;
- China — tem várias áreas protegidas com a ocorrência do panda (Parque Nacional Wolong, Reserva Tangjiahe, Reserva Nacional Medog e o Parque Wanglang).

O número de pandas também é variado. Na China estimam-se entre seis e sete mil indivíduos, na Índia, entre cinco a seis mil, e no Nepal, umas poucas centenas. Não há registros do Butão, nem de Mianmar.

### Cativeiro
O panda-vermelho é relativamente comum em jardins zoológicos ao redor do mundo. Em 1992 existiam mais de 300 animais distribuídos em 85 zoológicos. Em 2006 eram 511 indivíduos da subespécie fulgens em 173 instituições, e 306 da refulgens (=styani) em 81 instituições. Ele se reproduz com relativo sucesso em cativeiro, desde que suas necessidades sejam atendidas. Há vários programas regionais de procriação em cativeiro (América do Norte, Europa, Austrália, Japão e China), que são coordenados num programa global sobre os cuidados da International Studbook e da International Red Panda Management Group. Na América do Norte existe uma população de 182 indivíduos (2001) que são mantidos e administrados pela Species Survival Plan (SSP).